# On the Way to the Airport
On the Way to the Airport (hangul: 공항가는 길; RR: Gonghang-ganeun Gil) es una serie de televisión surcoreana, protagonizada por Kim Ha-neul, Lee Sang-yoon, Shin Sung rok, Choi Yeo-jin y Jang Hee-jin, sobre personas casadas que se conocen por destino y se involucran cada vez más en la vida del otro. Fue transmitida todos los miércoles y jueves en KBS 2TV a las 22:00 KST con un total de 16 episodios.

## Sinopsis
Choi Soo-ah (Kim Ha-neul) es una experimentada azafata de AirAsia, casada con Park Jin-seok (Shin Sung rok), un piloto que domina todos los aspectos de su vida y la de su hija Park Hyo-eun (Kim Hwan-hee). A pesar de sus protestas, Jin-seok envía a Hyo-eun a una escuela internacional en Malasia, donde conoce a Annie Seo/Seo Eun-woo, la hija de Seo Do-woo (Lee Sang-yoon). La tragedia llega cuando Annie muere, mientras intenta volver a casa y a pesar de negarlo, las vidas de Soo-ah y Do-woo se entrelazan.

## Reparto

### Principal
- Kim Ha-neul como Choi Soo-ah.
- Lee Sang-yoon como Seo -woo.
- Shin Sung-rok como Park Jin-seok.
- Choi Yeo-jin como Song Mi-jin.
- Jang Hee-jin como Kim Hye-won.

### De apoyo

#### Familia de Soo-ah
- Lee Young-ran como Kim Young-sook.
- Kim Hwan-hee como Park Hyo-eun.
- Kim Kwon como Choi Je-ah.

#### Familia de Do-woo
- Ye Soo-jung como Go Eun-hee.
- Park Seo-yeon como Annie Seo / Seo Eun-woo.
- Son Jong-hak como Min-seok.

#### Personas cercanas a Soo-ah
- Oh Ji-hye como Mary.
- Ha Jae-sook como Lee Hyeon-joo.

#### Personas cercanas a  Do-woo
- Choi Song-hyun como Han Ji-eun.
- Kim Gyun-woo como Jang Hyun-woo.
- Jo Kyung-sook como Hong Kyung-ja.
- Kim Sa-hee como Hwang Hyun-jeong.
- Song  Yoo-hyun como Choi Kyung-sook.